# José Benlliure Ortiz
José Benlliure Ortiz – (nazywany Peppino) hiszpański malarz portrecista i pejzażysta.
Pochodził z rodziny o tradycjach artystycznych. Był synem malarza José Benlliure y Gil, jego wujowie Juan Antonio Benlliure i Blas Benlliure y Gil byli malarzami, a wuj Mariano Benlliure był rzeźbiarzem.
Urodził się w Rzymie, gdzie jego ojciec był dyrektorem szkoły malarstwa. W Rzymie poznał artystów takich jak José Villegas Cordero, Francisco Pradilla, Antonio Muñoz Degrain, José Moreno Carbonero, Joaquín Sorolla, Manuel Benedito Vives i Eduardo Chicharro. Był uczniem Joaquina Sorolli, któremu towarzyszył w wielu podróżach pomgając przy wystawach.
Zmarł przedwcześnie z powodu infekcji płuc mając zaledwie 32 lata.